# Central Fidelity Banks International 1979
Central Fidelity Banks International 1979 - жіночий тенісний турнір, що проходив на закритих кортах з килимовим покриттям Robins Center у Ричмонді (США). Належав до турнірів категорії AAA в рамках Colgate Series 1979. Турнір відбувся вперше і тривав з 13 серпня до 19 серпня 1979 року. Перша сіяна Мартіна Навратілова здобула титул в одиночному розряді й отримала за це 20 тис. доларів США.

## Фінальна частина

### Одиночний розряд
Мартіна Навратілова —  Кеті Джордан 6–1, 6–3
- Для Навратілової це був 7-й титул в одиночному розряді за сезон і 31-й — за кар'єру.

### Парний розряд
Бетті Стов /  Венді Тернбулл —  Біллі Джин Кінг /  Мартіна Навратілова 6–1, 6–4

## Розподіл призових грошей
| Дисципліна       | П       | F       | ПФ     | ЧФ     | 1/8    | 1/16 |
| Одиночний розряд | $20,000 | $10,000 | $5,300 | $2,300 | $1,200 | $600 |

## Нотатки
1. ↑  Турніри з призовими для жінок принаймні 100 тис. доларів.[1]